# Con un mismo corazón (album)
Con un mismo corazón è il tredicesimo album in studio della cantautrice messicana Ana Gabriel, pubblicato nel dicembre 1997.
L'album ha ottenuto la nomination all'album regionale/messicano dell'anno al Premio Lo Nuestro edizione 1998

## Tracce
1. Con un mismo corazón, 3:36
2. Te descubrí 2:46
3. Apesar de todos 3:47
4. Guitarra mía 3:33
5. Hasta llegar al mar 2:58
6. Me equivoqué contigo 2:53 di José Alfredo Jiménez
7. Gallo de oro (Corrido) 2:30
8. Lo poquito que me queda 3:45
9. Paz en este amor 3:29
10. Por un error 3:18
11. Mi amigo 3:08
12. Con un mismo corazón 3:37 (duetto con Vicente Fernández)